# Juck (Bergisch Gladbach)
Juck ist ein Ortsteil im Stadtteil Moitzfeld von Bergisch Gladbach.

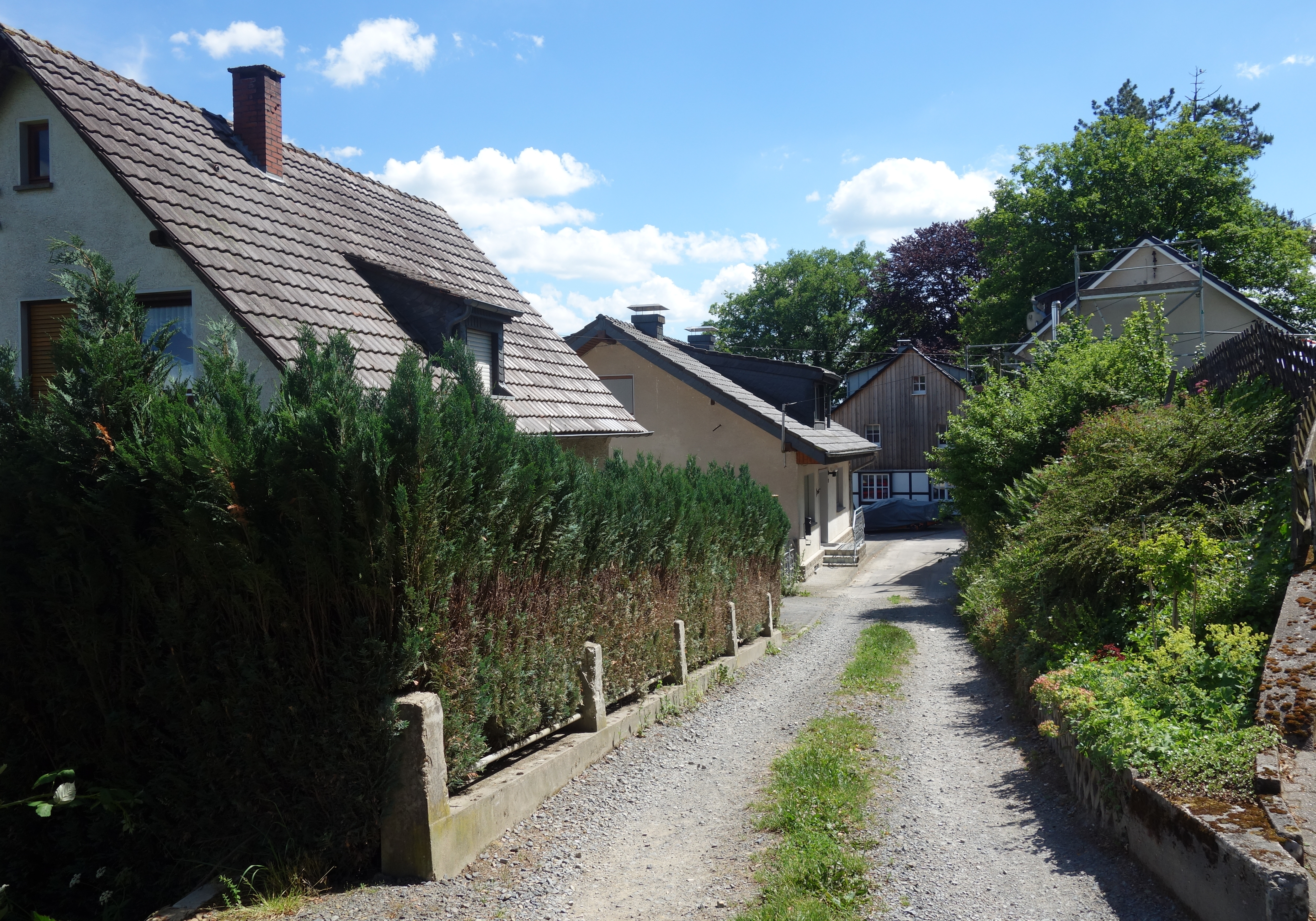
Häuser in Juck

## Geschichte
Östlich von Moitzfeld liegt Juck im Volbachtal, das man im Volksmund auch Freudental nennt. Der Name Juck geht zurück auf eine frühneuzeitliche Siedlungsgründung, die im Urkataster nördlich von Löhe verzeichnet ist. Sicher ist sie für das Jahr 1652 belegt. Noch im 19. Jahrhundert gab es hier neben der Hofstelle Juck eine zweite Hofstelle mit dem Namen Juckerberg. Beide gehörten zur ehemaligen Gemeinde Immekeppel. Seit der Mitte des 19. Jahrhunderts expandierte der Bergbau. Das hatte zur Folge, dass sich Juck bis zum Jahr 1905 zu einem größeren Weiler mit acht Wohnstätten und 60 Einwohnern entwickelte.

## Bergbau
Juck ist umgeben von den Bergwerken Grube Apfel, Grube Columbus und Grube Berzelius.